# Andy Kämpf
Andy Kämpf (* 1997 in Bad Soden-Salmünster) ist ein deutscher Taekwondoin. Er startet in der Gewichtsklasse bis 74 Kilogramm.

## Erfolge
Andy Kämpf wurde 2014 zum ersten Mal Deutscher Meister im Taekwondo in der Gewichtsklasse Jugend A bis 59 Kilogramm. 2015 und 2017 gewann Andy den Deutschen Meistertitel in den Gewichtsklassen U21 bis 68 Kilogramm und bis 74 Kilogramm. Im Jahre 2019 wurde er Deutscher Vizemeister in der Gewichtsklasse Herren bis 80 Kilogramm.
In den Jahren 2011 und 2015 qualifizierte sich Andy Kämpf für die Europameisterschaften und erreichte jeweils das Achtelfinale. Von 2010 bis 2014 gewann er darüber hinaus in verschiedenen Gewichtsklassen 5 Medaillen bei internationalen Turnieren.
Neben dem Sport studiert Kämpf Mathematik an der Johann Wolfgang Goethe-Universität in Frankfurt am Main. Diese vertrat er 2019 bei den EUSA European Universities Combat Championships in Zagreb, Kroatien.